# Trace Africa
Pour les articles homonymes, voir Trace.
Ne doit pas être confondu avec MCM Africa.
 (juin 2012).
Si vous disposez d'ouvrages ou d'articles de référence ou si vous connaissez des sites web de qualité traitant du thème abordé ici, merci de compléter l'article en donnant les références utiles à sa vérifiabilité et en les liant à la section « Notes et références ».
TRACE Africa est une chaîne de télévision privée, créée par Olivier Laouchez en 2011 consacrée aux musiques et cultures africaines. La chaîne diffuse des clips vidéo, des concerts et des interviews des artistes africains ainsi que des magazines de mode et des reportages. Elle est la première chaîne musicale en Afrique francophone.

## Historique
Le 15 novembre 2011, Trace Africa commence à émettre sur Canal+ Afrique. Le 8 décembre 2011, elle arrive sur le Bouquet TV de SFR. En avril et mai 2012, ce sont la TV d'Orange et Freebox TV qui ajoutent la chaîne à leur bouquet. En juillet 2012, Trace Africa se lance sur les Bbox de Bouygues Telecom. À noter que la chaîne est également disponible auprès de RED by SFR et Sosh en souscrivant les options bouquets TV. Les canaux utilisés par les deux filiales sont identiques à ceux de leurs maisons mères respectives, à savoir SFR et Orange.

## Émissions
- African Hit 10/30 : classement des clips les plus demandés du continent africain.
- Playlist : les clips africains du moment
- Special : documentaires, reportages...
- Guest Star : portraits d'artistes
- Live : concerts
- New : toutes les nouveautés
- “Hits and lyrics : les hits et les paroles

## Annexe